# 石斧

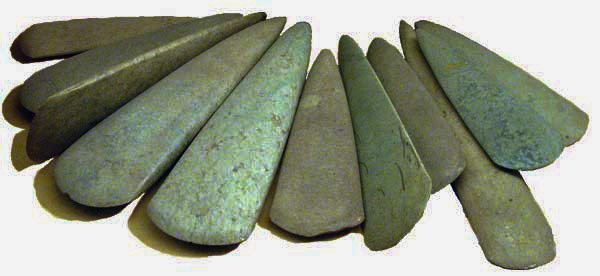
磨製石斧

石斧（いしおの/せきふ）は石器の一種で木の柄に取り付けた石製の斧。日本列島では、後期旧石器・縄文・弥生時代において主に樹木の伐採や土掘り、農耕用として使われた。

## 縦斧と横斧
斧は縦斧と横斧の二つに大きく分けることができる。縦斧は刃が柄と平行、または柄と刃部が一直線に、横斧は刃と柄が直交するように付けられている。一般には縦斧（平行刃斧）を斧（オノ）、横斧（直交刃斧）を手斧（チョウナ）と呼んでいる。しかし、両者をオノと呼ぶことが多い。鉞（マサカリ）は大型の縦斧（平行刃斧）である。

## 日本列島における製作方法とその変遷
石斧の製作技法には、打製と磨製がある。礫の自然面をほとんど残し、打製か磨製、あるいはその両方によって刃を付けた程度のものは、「礫器」、「礫斧」（れきふ）と呼ばれる。礫斧のうち刃を磨いたものを「局部磨製石斧」あるいは「刃部磨製石器」または「刃部磨製礫器」という。

### 旧石器時代
日本列島における後期旧石器時代には、打製石斧もしくは局部磨製石斧がつくられた。旧石器文化における石斧は「斧形石器」「楕円形石器」と呼ばれているが、扁平な円礫あるいは大きな礫を打ち割った剥片の周辺を打撃して形を整えたものである。
局部磨製石斧とは、刃の部分だけを磨いて実用に供したものである。片刃がやや多いが両刃も少なくない。日本列島出土のものは、4万～3万年前の後期旧石器時代初期に出現しており、部分的ではあるが磨製技法を用いた石器として世界最古級とされている。また「旧石器時代には打製石器のみが使用され、磨製石器は出現していない」とするこの時代の定義に見直しを迫る遺物として注目された。これら日本列島の局部磨製石斧は、後期旧石器時代後半に入るころには突然消滅し、後の縄文時代の磨製石斧とは系統的な連続性を持たないという特徴があるが、その消滅の理由についてはよくわかっていない。
旧石器時代末期から縄文時代の草創期にかけては断面三角形またはカマボコ形を呈する片刃の御子柴型石斧が盛行する。これはロシア沿海州やシベリア地方との関連の深い遺物と考えられている。

### 縄文時代
縄文時代に入ってこれらに加え磨製石斧が作られた。全面研磨されたものは草創期に出現する。縄文時代早期から前期にかけての北日本では、砥石状工具を用いた擦切技法（すりきりぎほう）が発展する。しかし、この技法は縄文時代中期末にほぼ消滅する。擦切技法の石斧とともに定角式磨製石斧も現れるが、この石斧が定型的な形を持ち、広い分布と出土量の多さを示してくるのは縄文中期末頃である。縄文後期になると、長さ2～2.5cmの磨製石斧のミニチュアがみられるようになる。小さいながらきわめて精巧にできているものが多く、研磨も行き届いて美麗なものが増える。なかには穴を空けたものもあり、とても実用品とは思われない。縄文後期・晩期になると呪術的な遺物が著しく発達することからも、磨製石斧も儀器や装飾品としての意味合いを濃くしたものと考えられる。
いっぽう打製石斧は、縄文時代早期末に、三味線の撥（バチ）に似た形状で、鋭い剥離面を刃部とした片刃の石斧が北日本にみられ、それは「直刃斧」あるいは「トランシェ様石器」といわれ、後世の「手斧」のような使用が考えられる。縄文中期中葉以降、関東地方や中部地方では打製石斧の数量が爆発的に増加するが、形状は短冊形、撥形、分銅形のものが多く、これらは垂直に打ち下ろす「斧」には向いていない。乳棒状磨製石斧や定角式磨製石斧など伐採具に適した道具が他にあることからも土掘りの道具と考えられている。
縄文時代中期の打製石斧の製作所跡としては熊本県合志市二子山が知られている。粗割りの後、次の作業工程に都合良くしたり、さらに打撃を加えて整形したりする工程が四つほどに分けられる。そして、その場で完成品を製作するのではなく、未完成のまま各集落に運ばれる。

## 弥生時代
磨製石斧は、原石を粗割りして打撃で整えた後、磨くことが多い。例えば、太型蛤刃石斧（ふとがたはまぐりばせきふ）は、大まかに粗割りした後、打撃を加えて形を整え、こつこつと敲いて全面を平らにした後、磨く。つまり、粗割り・敲打・琢磨の段階を経て完成される。基部近くは粗く磨き（grind）、刃部はていねいに磨く（polish）。完成品の身の一部には敲打（こうだ）の痕跡をとどめることも多い。例としては、北九州では福岡市西区今宿の今山・今津の太型蛤刃石斧製作跡がある。ここでは、製品としてしあげられ、広い範囲にもたらされている。畿内では大集落の多くで未製品が見られるから未製品のままで各地に運ばれたと見られる。

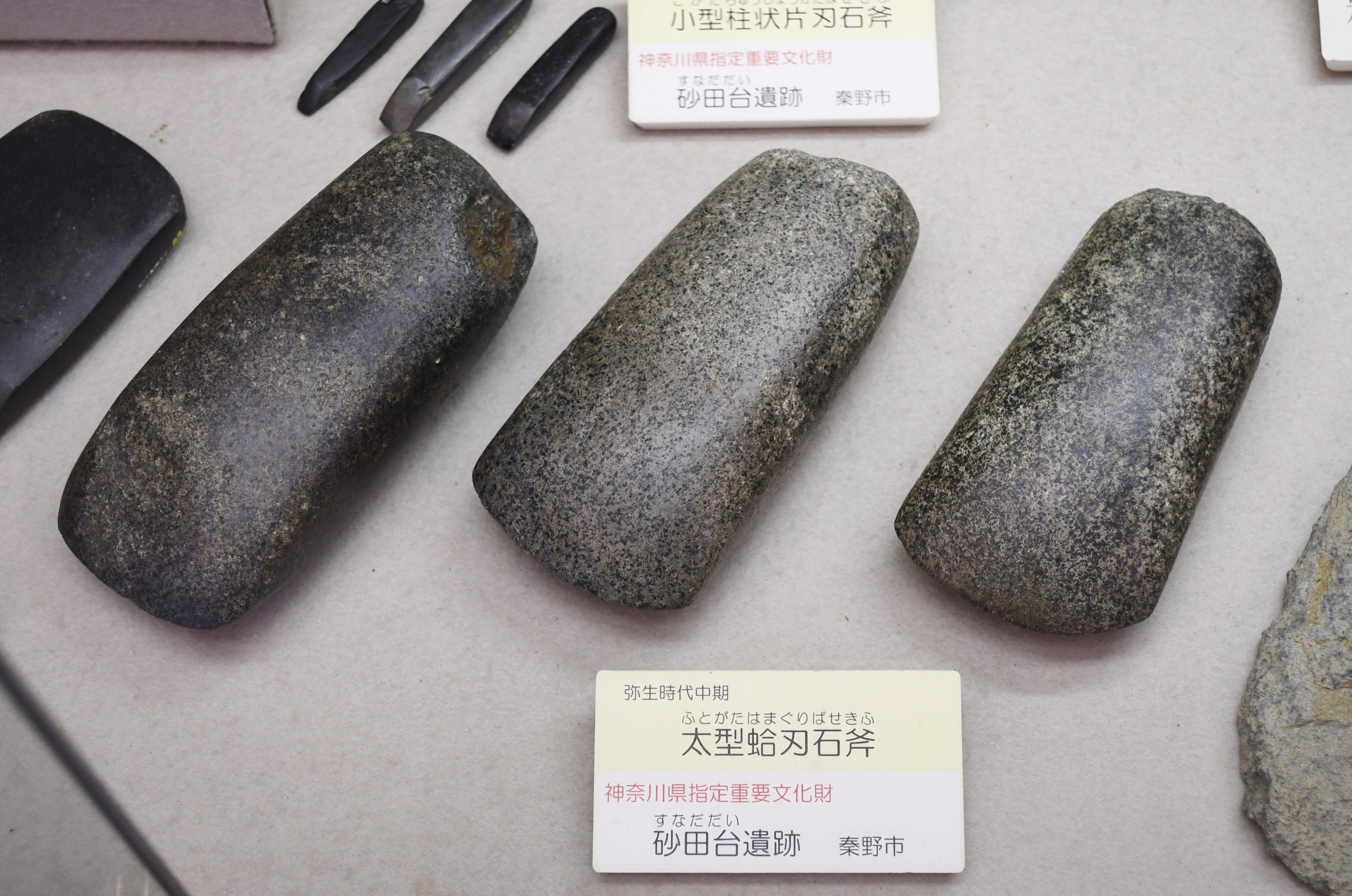
太型蛤刃石斧
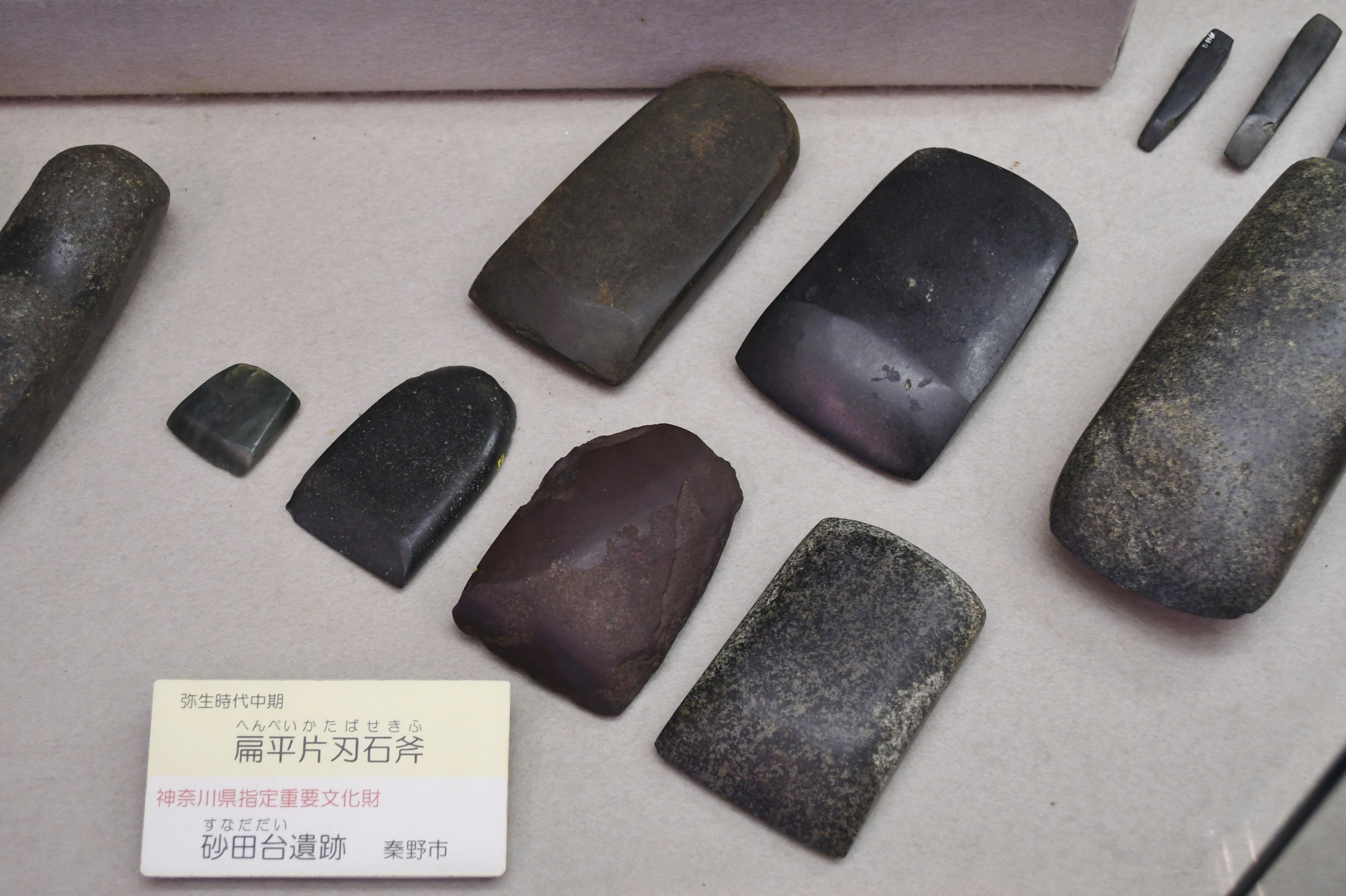
扁平片刃石斧
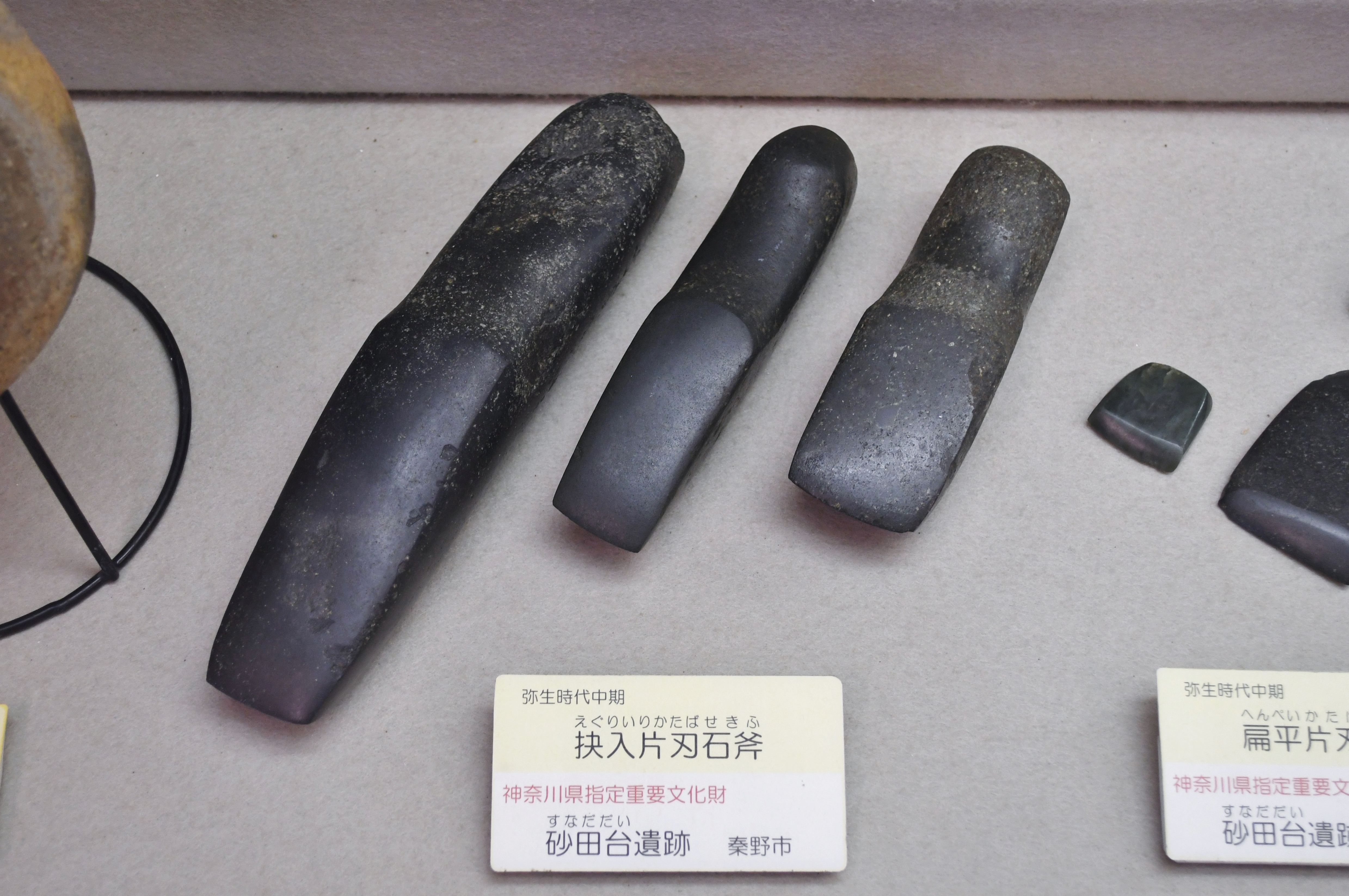
抉入片刃石斧

## 用途とその広がり
- 旧石器時代の局部磨製石斧には、狩猟で捕らえた大型獣の解体や皮なめしに用いたとする説のほか、木の伐採や加工に用いたとする説があり意見が分かれている[5]。

- 縄文時代に入って定住生活が一般化すると、用途に応じた打製石斧・磨製石斧、大小や形状さまざまの石斧がつくられるようになった。打製石斧は、中期以降土掘り具としての利用が主流をなすとみられる。このことからかつて「縄文農耕」が唱えられたこともあったが、少なくとも根茎類採集が生活において重要な位置を占めるに至ったことを示すものであることは確かとみられる。いっぽう、磨きの技術も徐々に発展し、精緻な磨製石斧も現れる。伐採や木材加工用の実用品のほか、祭祀につかわれたものも増える。

- 弥生時代中期後半の畿内で、太型蛤刃石斧の使用が頂点に達し、大多数が使い古した状況で見つかる。長い元のままの場合は例外的である。短くなっており、刃がすり減ったり、割れたりしているものが多い。この石斧の材料が輝石・閃緑岩など、重い深成岩からできているためである。扁平片刃石斧は、まだ使える状況のまま残っている。これは、石斧の役割が鉄斧に遷っていったことを意味する。東海・南関東においても弥生中期後半には鉄斧が普及しており、さらに、この時期に戦争が始まっていたと考えられている。統合への道を歩み始めていたと考えられる。

- 秋田県東成瀬村の上掵遺跡からは、長さ60.2cm、重さ4.4kgの世界最大級の磨製石斧（緑色凝灰岩製）が出土している。縄文時代前期の遺物とみられるが、使用痕跡もなく、祭祀のための遺物と考えられる。
- 北海道伊達市の北黄金貝塚からは、軽石製の磨製石斧が出土している。これも実用されたのではない。縄文時代後期の作と考えられる。

## 備考
旧石器時代前期から中期にかけて、握斧（あくふ、hand axe）と呼ばれる石器がヨーロッパなどで多数見つかっている。形は石斧によく似ているが、文字通り手に握って、土を掘ったり動物を解体したり木を削ったり、その他多様な用途に用いられたと考えられる。木の柄にはめ込んだ本来の石斧が現われるのは後期旧石器時代に入ってからである。
前近代には、石斧は雷に由来する自然物だと思われていた。→普遍史#先史時代と人類の起源、雷石